# Unity Cup
Unity Cup (hrv. Kup jedinstva) je međunarodni nogometni turnir koji se krajem svibnja i početkom lipnja 2004. održavao na londonskom stadionu The Valley. Na turniru su nastupale reprezentacije Nigerije, Irske i Jamajke, odnosno reprezentacije zemalja s velikim emigracijskim zajednicama u Londonu. Pobjednik Unity Cupa bila je Nigerija s maksimalnim učinkom.

## Utakmice Unity Cupa
| 29. svibnja 2004. |     |                              |                                         |
| Irska             | 0:3 | Nigerija                     | The Valley, London Sudac: Andrew D'Urso |
|                   |     | Ogbeche 39., 69. Martins 50' | The Valley, London Sudac: Andrew D'Urso |

| 31. svibnja 2004. |     |                      |                                         |
| Jamajka           | 0:2 | Nigerija             | The Valley, London Sudac: Steve Bennett |
|                   |     | Utaka 1. Ogbeche 55. | The Valley, London Sudac: Steve Bennett |

| 2. lipnja 2004. |     |             |                                         |
| Jamajka         | 0:1 | Irska       | The Valley, London Sudac: Robert Styles |
|                 |     | Barrett 27. | The Valley, London Sudac: Robert Styles |

## Tablica
|   | Reprezentacija | Utak. | Pobj. | Ner. | Por. | Post. gol. | Prim. gol. | Gol-razlika | Bod. |
| - | -------------- | ----- | ----- | ---- | ---- | ---------- | ---------- | ----------- | ---- |
| 1 | Nigerija       | 2     | 2     | 0    | 0    | 5          | 0          | +5          | 6    |
| 2 | Irska          | 2     | 1     | 0    | 1    | 1          | 3          | -2          | 3    |
| 3 | Jamajka        | 2     | 0     | 0    | 2    | 0          | 3          | -3          | 0    |

## Vanjske poveznice
- RSSF.com